# Kevin Durand

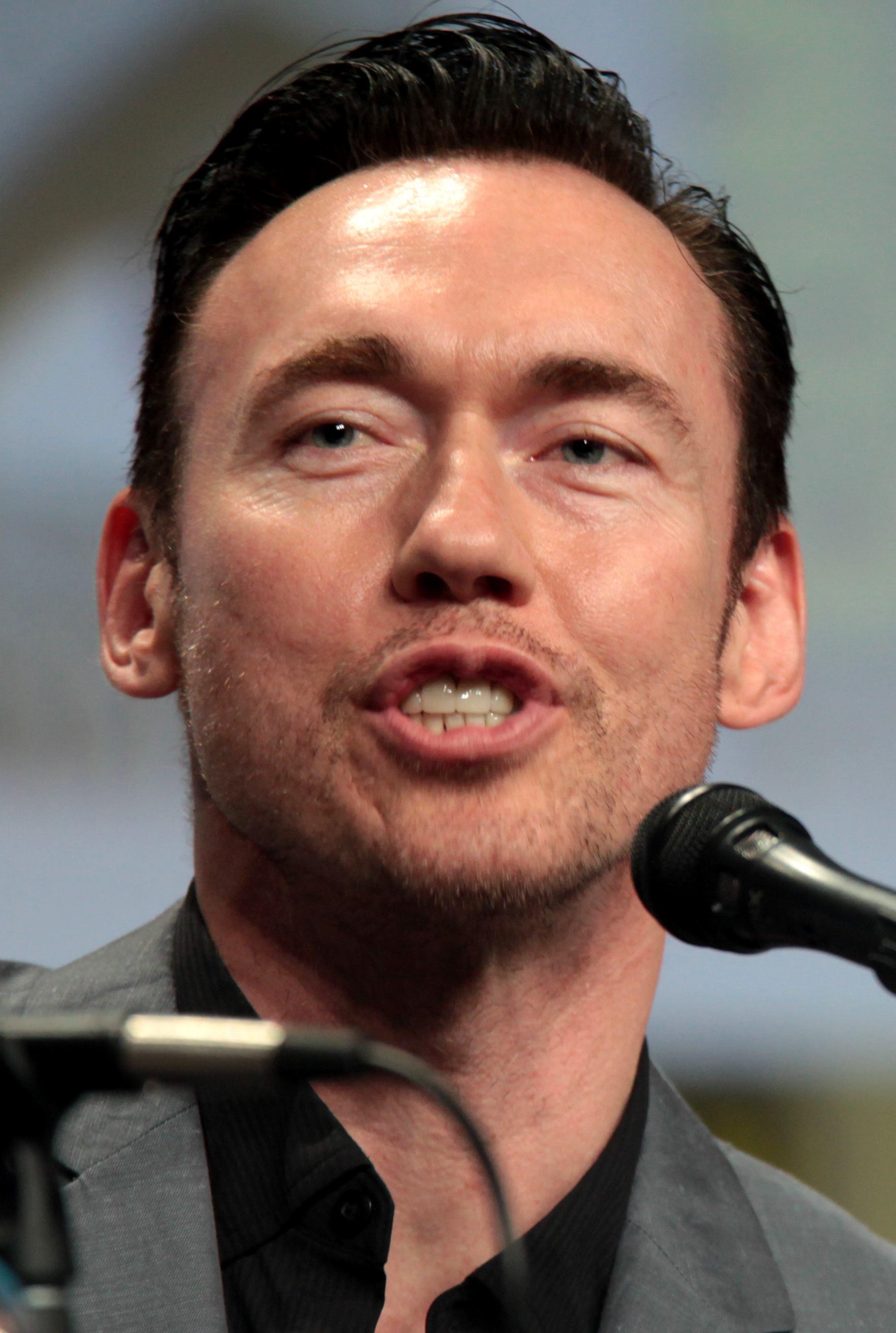
Kevin Durand (2014)

Kevin Serge Durand (* 14. Januar 1974 in Thunder Bay, Ontario) ist ein kanadischer Schauspieler.

## Karriere
Kevin Durand spielte meist Nebenrollen in Spielfilmen wie Butterfly Effect sowie als Gaststar in verschiedenen Fernsehserien, unter anderen in Stargate – Kommando SG-1 und Lost. Seine bekannteste Rolle ist die des Joshua in der Fernsehserie Dark Angel. Neben Russell Crowe sah man ihn 1999 in Mystery – New York: Ein Spiel um die Ehre als Eishockeyspieler Tree, in Todeszug nach Yuma 2007 als den Psychopathen Tucker, ebenfalls 2007 in Born to be Wild – Saumäßig unterwegs als geistig unterbelichteten Rocker und in Robin Hood 2010 als Robin Longstrides (Robin Hoods) treuen Gefährten Little John. Von 2014 bis 2017 porträtierte er Vasiliy Fet in der FX-Horrorserie The Strain.
Durand, der in seinem Heimatland Kanada 1994 als bester Komiker ausgezeichnet wurde, ist in der Lage, eine große Bandbreite von Charaktertypen zu spielen. Vom naiven Dorfjungen Tree in Mystery – New York: Ein Spiel um die Ehre, über den fröhlich tatkräftigen Gefährten Robin Hoods, bis zu Figuren wie Tucker in Todeszug nach Yuma, wo Durand mit wenigen Mitteln die hinterhältige Gefährlichkeit eines Psychopathen zu vermitteln in der Lage war. Seit Oktober 2010 ist Durand mit seiner langjährigen Freundin Sandra Cho verheiratet; im August 2015 wurde er Vater einer Tochter.

## Filmografie (Auswahl)
- 1999: Austin Powers – Spion in geheimer Missionarsstellung (Austin Powers: The Spy Who Shagged Me)
- 1999: Mystery – New York: Ein Spiel um die Ehre (Mystery, Alaska)
- 1999: Logan – Im Hotel des Todes (Hostage Hotel)
- 2001–2002: Dark Angel (Fernsehserie, 15 Folgen)
- 2001–2005: Andromeda (Fernsehserie, 2 Folgen)
- 2002: Mein Partner mit der kalten Schnauze 3 (K-9: P.I.)
- 2002: Stargate – Kommando SG-1 (Stargate SG-1, Fernsehserie, 3 Folgen)
- 2003: Dead Like Me – So gut wie tot (Dead Like Me, Fernsehserie, Folge 1x09)
- 2004: Scooby Doo 2 – Die Monster sind los (Scooby Doo 2: Monsters Unleashed)
- 2004: Walking Tall – Auf eigene Faust (Walking Tall)
- 2004: Butterfly Effect
- 2004: Touching Evil (Fernsehserie, 12 Folgen)
- 2005: Greener Mountains
- 2006: Big Mama’s Haus 2 (Big Momma’s House 2)
- 2007: Smokin’ Aces
- 2007: Born to be Wild – Saumäßig unterwegs (Wild Hogs)
- 2007: Todeszug nach Yuma (3:10 to Yuma)
- 2008–2010: Lost (Fernsehserie, 11 Folgen)
- 2008: The Echo
- 2008: Winged Creatures
- 2009: X-Men Origins: Wolverine
- 2009: Legion
- 2010: Robin Hood
- 2011: Gangsters (Edwin Boyd: Citizen Gangster)
- 2011: Ich bin Nummer Vier (I Am Number Four)
- 2011: Real Steel
- 2012: Cosmopolis
- 2012: Resident Evil: Retribution
- 2012: Republic of Doyle – Einsatz für zwei (Republic of Doyle, Fernsehserie, 1 Folge)
- 2013: Chroniken der Unterwelt – City of Bones (The Mortal Instruments: City of Bones)
- 2013: Devil’s Knot – Im Schatten der Wahrheit (Devil’s Knot)
- 2013: Nächster Halt: Fruitvale Station (Fruitvale Station)
- 2014: Winter’s Tale
- 2014: Noah
- 2014: The Captive – Spurlos verschwunden (The Captive)
- 2014: Dark Was the Night
- 2014: Garm Wars: The Last Druid
- 2014–2017: The Strain (Fernsehserie)
- 2015–2016: Vikings (Fernsehserie, 6 Folgen)
- 2017: Tragedy Girls
- 2018: Ballers (Fernsehserie, 2 Folgen)
- 2019: Swamp Thing (Fernsehserie, 10 Folgen)
- 2019: Wu Assassins (Fernsehserie, Folge 1x07)
- 2019: Primal
- 2021: Locke & Key (Fernsehserie, 12 Folgen)
- 2021: Dangerous
- 2024: Abigail
- 2024: Planet der Affen: New Kingdom (Kingdom of the Planet of the Apes)
- 2025: Clown in a Cornfield
- 2025: Die nackte Kanone (The Naked Gun)